# 拉德莫斯岩
拉德莫斯岩（英語：Rudmose Rocks），是南極洲的岩石，位於南奧克尼群島的勞里島北岸，處於戈德斯角西北面0.6公里，在1903年由蘇格蘭探險隊繪入地圖，現時由南極條約體系管理。